# سیکلون

یک جداکننده سیکلونی با قطر بزرگ

جداکننده سیکلونی (به انگلیسی: Cyclonic separation) یا به اختصار سیکلون دستگاهی جهت غبارگیری و جمع‌آوری ذرات معلق در گازها است.

## اساس کار
سیکلون‌ها بر اساس نیروی گریز از مرکز و نیروی گرانش عمل جداسازی را انجام می‌دهند بدین صورت که جریان گاز حامل غبار از جدار بالایی بدنه سیکلون که استوانه ای شکل بوده و به یک مخروط ناقص منتهی می‌شود وارد سیکلون گردیده و به طرف پایین جریان یافته، ابتدا در فضای حلقوی بین سطح جانبی لوله خروجی و سطح داخلی استوانه سیکلون و سپس در محفظه سیکلون به چرخش در می‌آید و به این ترتیب یک گرداب محیطی به وجود می‌آید. این عمل باعث افزایش نیروهای گریز از مرکز می‌شود و ذرات غبار همراه گاز را به طرف جدار قسمت استوانه ای و مخروط می‌راند. در پایین سیکلون ( قسمت مخروطی ) جریان گاز جهت خود را عوض می‌کند و از ناحیه مرکز به طرف بالا و لوله خروجی می‌رود. ذرات غبار پس از تماس با جدار سیکلون و جدا شدن از جریان گازی، توسط نیروی گرانش به قسمت پایین سیکلون ریزش کرده و از طریق خروجی از سیکلون خارج می‌شوند.

## انواع سیکلونها
1. سیکلون نیوگاز
2. سیکلون لیوت
3. سیکلون سیوت
4. سیکلون‌های دارای قسمت ورودی پیچان
5. سیکلون فان تونگرن